# حسین قنبری
حسین قنبری (زادهٔ ۱ اسفند ۱۳۶۶ تهران) یک بازیکن فوتبال اهل ایران است و بازیکن سابق باشگاه فوتبال استقلال تهران است.

## سوابق باشگاهی
وی در آغاز نوجوانی از بازی لیگ محلات راهی نوجوانان شهرداری منطقه ۱۷ تهران شد و به خاطر بازی‌های چشمگیرش راهی تیم‌های پایه استقلال تهران شد، و افتخار بستن بازوبند کاپیتانی، نوجوانان، جوانان و امید این تیم رادارد.
وی افتخار پوشیدن پیراهن تیم ملی نوجوانان و جوانان ایران را نیز در کارنامه خود دارد.
در زمان مربی‌گری امیر قلعه نویی به تیم بزرگسالان استقلال راه یافت و در چند بازی در لیگ برتر و حذفی به میدان رفت. در زمان مربی‌گری ناصر حجازی و فیروز کریمی نیز در چند بازی به‌طور ثابت برای تیم استقلال تهران به میدان رفت
از باشگاه‌هایی که در آن بازی کرده‌است می‌توان به باشگاه فوتبال ملوان بندر انزلی، باشگاه فوتبال خونه به خونه بابل، باشگاه فوتبال استقلال تهران، باشگاه فوتبال مس سرچشمه کرمان و باشگاه فوتبال پیکان تهران اشاره کرد. او هم‌اکنون در شهدای رزکان البرز بازی می‌کند.

## افتخارات
کسب مقام قهرمانی جام حذفی کشور سال ۱۳۸۷–۸۸ با باشگاه استقلال تهران

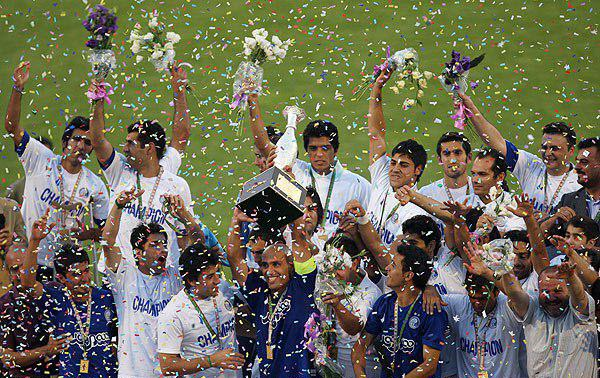